# Margit Sandemo

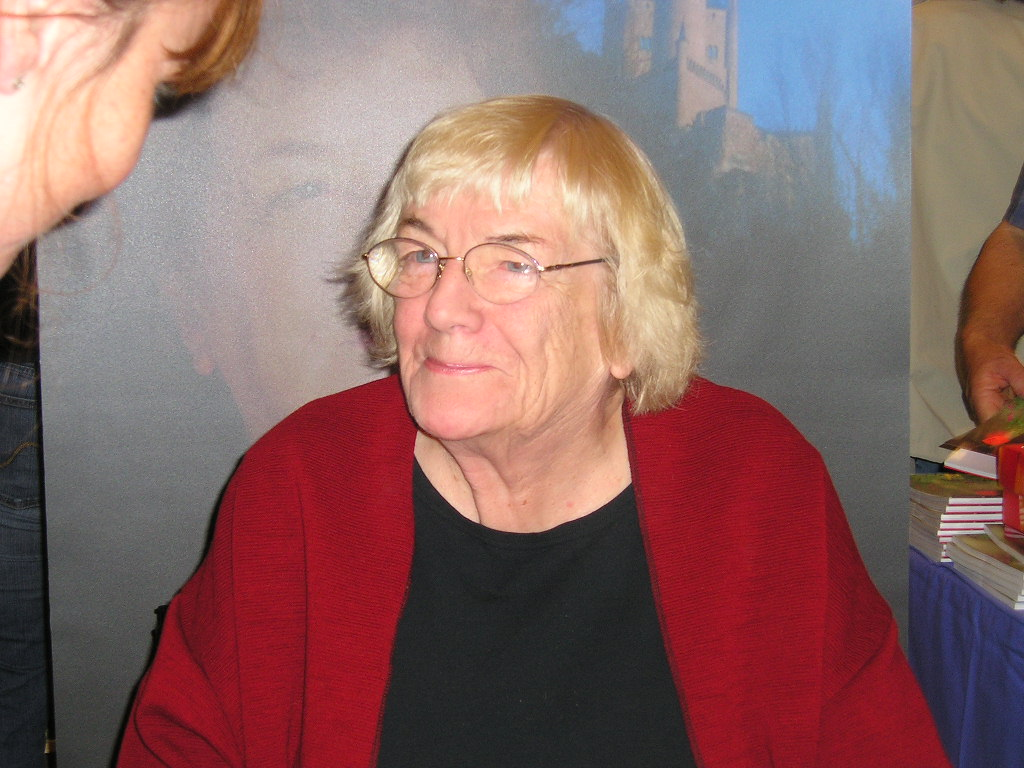
Margit Sandemo na targach książki w Göteborgu (2005)

Margit Sandemo (ur. 23 kwietnia 1924 w Østre Toten w okręgu Oppland w regionie Østlandet, zm. 1 września 2018 w Skillinge w gminie Simrishamn w regionie Skania) – norwesko-szwedzka pisarka pisząca w języku szwedzkim, autorka popularnej serii liczącej 47 tomów pt. Saga o Ludziach Lodu. Jej książki łączą w sobie romans, kryminał, powieść historyczną i fantastykę. Od lat 80. książki jej autorstwa były najczęściej kupowanymi książkami w krajach skandynawskich.

## Życiorys
Była drugą córką Norwega Andersa Underdala i Szwedki Elsy Reuterskiöld, spośród rodzeństwa trzech braci (Andersa, Axela i Embrika) oraz siostry Evy. Wychowywała się najpierw w Norwegii, a potem w Szwecji.
Po II wojnie światowej wróciła do Valdres, gdzie poznała Asbjørna Sandemo (zm. 1999), za którego wyszła za mąż w Strängnäs w Szwecji 29 marca 1946 i z którym miała troje dzieci (córkę Tove oraz dwóch synów – Henrika i Bjørna).
Twórczość literacką podjęła dopiero po czterdziestym roku życia. Pierwszą powieść pt. De tre friarna (Fatalna miłość) zakupiło czasopismo publikujące ją w odcinkach. Choć mieszkała w Norwegii, jej utwory były w większości pisane po szwedzku. Była autorką ponad 180 tytułów sprzedanych w nakładzie przeszło 30 milionów egzemplarzy.
Zmarła we śnie i zgodnie z jej wolą nie odbyło się czuwanie ani uroczysty pogrzeb, a prochy zostały rozsypane podczas rodzinnej ceremonii w Valdres, w miejscu rozsypania prochów jej męża.

### Serie
- Opowieści Margit Sandemo (1964-1981)
- Saga o Ludziach Lodu (1982-1989)
- Saga o Czarnoksiężniku (1991-1994)
- Historien om en fjälldal (1992-1998)
- Saga o Królestwie Światła (1995-1999)
- Tajemnica czarnych rycerzy (2000-2003)
- Blåljus (od 2004)
- Trollrunor (od 2005)

### Samodzielne powieści
- Skimrande vårar, 1993, Tajemnica władcy lasu
- Tessa, 1997
- Drömmen om en vän, 1997,
- I nattens tystnad, 1998,
- Vargens lilla lamm, 2000,
- Ensam i världen, 2000, Odnalezione szczęście
- Den mörka sanningen, 2001,

### Książki faktograficzne
- Vi är inte ensamma, 1990,
- Visst katten har djuren själ, 1994,
- I riddarnas spår, 2003,